# Estación de Passy
La estación de Passy es una estación del metro de París situada en el XVI Distrito, al oeste de la capital. Pertenece a la línea 6. 

## Historia
Fue inaugurada el 6 de noviembre de 1903 como parte de la línea 2 sur, llamada así para distinguirla de la línea 2 norte (la actual línea 2). El 14 de octubre de 1907, la línea 2 sur desapareció pasando a formar parte de la línea 5. Finalmente, el 6 de octubre de 1942 el tramo en el que se encontraba la estación pasó a atribuirse a la línea 6. 
Debe su nombre al pueblo de Passy que fue anexionado a París en 1860. 

## Descripción
Se compone de dos vías y de dos andenes laterales de 75 metros. En dirección a Nation es aquí donde la línea 6 se convierte en aérea para superar el río Sena. Por ello y debido al fuerte desnivel, parte de la estación es subterránea y el resto, la mayoría, se sitúa sobre un viaducto. 
A diferencia de otras estaciones aéreas sus paredes verticales no utilizan cristaleras y sí están totalmente revestidas de azulejos blancos biselados. Cada andén está protegido por un tejado en uve que es sostenido en su punto más bajo por una larga viga de acero y varias columnas que se reparten a lo largo de la estación. 
La iluminación corre a cargo del modelo new néons exterieur, una versión renovada de la iluminación antes empleada en las estaciones exteriores. Las lámparas, con forma de cilindro, se ubican de bajo la viga que soporta el techo de cada andén.
La señalización por su parte usa la moderna tipografía Parisine donde el nombre de la estación aparece en letras blancas sobre un panel metálico de color azul. Por último, los asientos de la estación son amarillos, individualizados y de tipo Motte.